# Сава Боич
Сава Боич (на сръбски: Сава Бојић или Sava Bojić) е сръбски китарист, аранжор, продуцент, композитор, беквокалист и автор на песни.

## Биография
Роден е през 1953 г. в Чачак. Първата група, в която свири, се нарича „Question Mark“ (R&R група).
В края на 1960-те се премества в Белград и завършва Филологическия факултет. Макар и рокер по призвание, Сава все пак оставя най-дълбоката следа в сръбската народна музика, преди всичко като член на легендарната група Южен вятър. Преломният момент в живота и кариерата му се случва в края на 1977 г., когато заедно с басиста Миодраг М. Илич, си сътрудничат с тогава много активния фолклорен оркестър под ръководството на акордеониста Александър Ака Степич.
След първите хитове, през 1979 г., Миодраг М. Илич, заедно със Сава, основават студийния ансамбъл „Košutnjak“, прекръстен по-късно на Южен вятър. През 1983 г. се появява музикалният квартет в които участва и Сава като китарист, заедно с Миодраг Илич, Перица Здравкович и Момчило Моша Йованович (барабани).